# Proprioseiopsis arunachalensis
Proprioseiopsis arunachalensis är en spindeldjursart som först beskrevs av Gupta 1986.  Proprioseiopsis arunachalensis ingår i släktet Proprioseiopsis och familjen Phytoseiidae. Inga underarter finns listade i Catalogue of Life.